# نهنگ قاتل

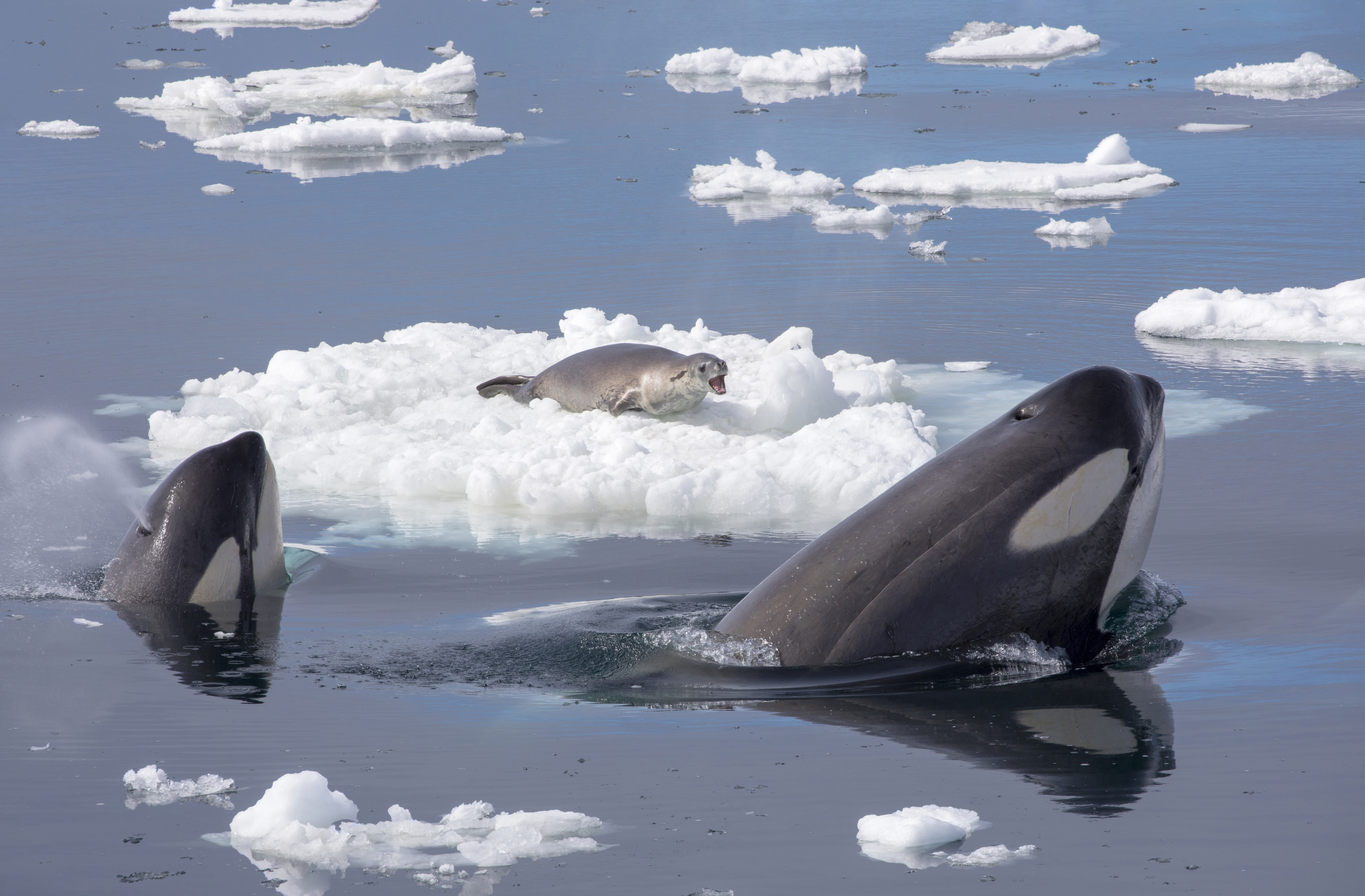
نهنگ‌های قاتل در حال شکار فک خرچنگ‌خوار

نهنگ قاتل که در زبان انگلیسی به نام اُرکا (Orcinus orca) شناخته می‌شود، پستانداری دریایی است که به خانواده دلفین‌های اقیانوسی تعلّق دارد و بزرگ‌ترین جاندار در میان دلفین‌سانان است.
نهنگ‌های قاتل در اقیانوس‌های سراسر جهان، از دریاهای قطبی گرفته تا دریاهای گرمسیری، یافت می‌شوند. آن‌ها طعمه‌های گوناگونی را به‌عنوان غذا اختیار می‌کنند، با این حال بعضی گروه‌ها تنها به دنبال یک طعمه می‌روند. بعضی تنها از ماهی‌ها تغذیه می‌کنند و برخی دیگر به گله‌های پستانداران دریایی، مانند فک، شیر دریایی، گراز دریایی و حتی نهنگ‌ها نیز حمله می‌کنند. نهنگ‌های قاتل در بالای هرم غذایی هستند، دشمنان طبیعی ندارند و گاه کوسه‌های بزرگ را نیز طعمه خود می‌کنند.
نهنگ‌های قاتل بسیار اجتماعی‌اند؛ بعضی دسته‌های آن‌ها دارای خانواده‌های مادر نهاد هستند که پایدارترین خانواده‌های این چنینی در میان همه جانوران را تشکیل می‌دهند. روش‌های شکار پیچیده و صداهای تولیدیشان، که اغلب منحصر به یک دسته‌اند و نسل به نسل منتقل می‌شوند، به عنوان گونه‌ای از فرهنگ شناخته می‌شوند.
در حال حاضر اتحادیه بین‌المللی حفاظت از محیط زیست وضعیت بقای نهنگ قاتل را در حالت اطلاعات ناکافی طبقه‌بندی کرده است چرا که این احتمال وجود دارد که یک زیرگونه یا بیشتر از این جاندار، خود گونه‌هایی جدا باشند.
بعضی جمعیّت‌های محلی این گونه در برخی مناطق به دلایلی مانند نابودی طعمه‌ها، از میان رفتن قلمرو، آلودگی آب یا برخورد با ماهیگیران به‌عنوان گونه تهدید شده یا در معرض خطر در نظر گرفته می‌شوند.
نهنگ‌های قاتل به عنوان خطری برای انسان دیده نمی‌شوند،
با این حال گزارش‌هایی از زخمی یا کشته شدن تربیت کنندگان نهنگ‌های قاتل در اسارت و در پارک‌های نمایشی پستانداران دریایی منتشر شده است.
این جانوران نقش مهمی در فرهنگ و باورهای مردم بومی مناطقی از جهان دارند و به آن‌ها هم به عنوان روح انسان‌ها و هم کشتارگرانی بی‌رحم نگریسته می‌شود.

## واژه‌شناسی
«نهنگ قاتل» واژه‌ای برگرفته از بازگردانی معادل انگلیسی آن است؛ واژه‌ای که دانشمندان انگلیسی زبان اغلب به کار می‌برند، با این حال نام «اُرکا» نیز پسند روزافزونی پیدا کرده است. «نهنگ قاتل» پیشتر «قاتلِ نهنگ» بوده است که در طی زمان دگرگون شده. نهنگ قاتل، نخستین بار توسط یک دریانورد اسپانیایی به صورت Ballena asesina خوانده شد، این عبارت اسپانیایی به معنی قاتل نهنگ است که به اشتباه در زبان‌ها به شکل نهنگ قاتل جا افتاده است.
هواداران به‌کارگیری «نهنگ قاتل» به تاریخچه طولانی‌تر این واژه اشاره می‌کنند. در واقع نام سردهٔ (Orcinus) به معنای «از پادشاهی مردگان» یا «متعلق به ارکوس» است.
از دهه ۱۹۶۰ میلادی «ارکا» محبوبیت روزافزونی یافت و اکنون هر دو نام به کار برده می‌شوند. عده‌ای از پژوهشگران نام ارکا را ترجیح می‌دهند تا واژهٔ با بار منفی «قاتل» به‌کار برده نشود.
همچنین از آنجا که این جانور عضوی از خانواده دلفین‌سانان است، و به دیگر دلفین‌ها نزدیک‌تر است تا نهنگ‌ها، بهره‌گیری از این نام جلوی خطاهای رایج را می‌گیرد.

## فرگشت و طبقه‌بندی

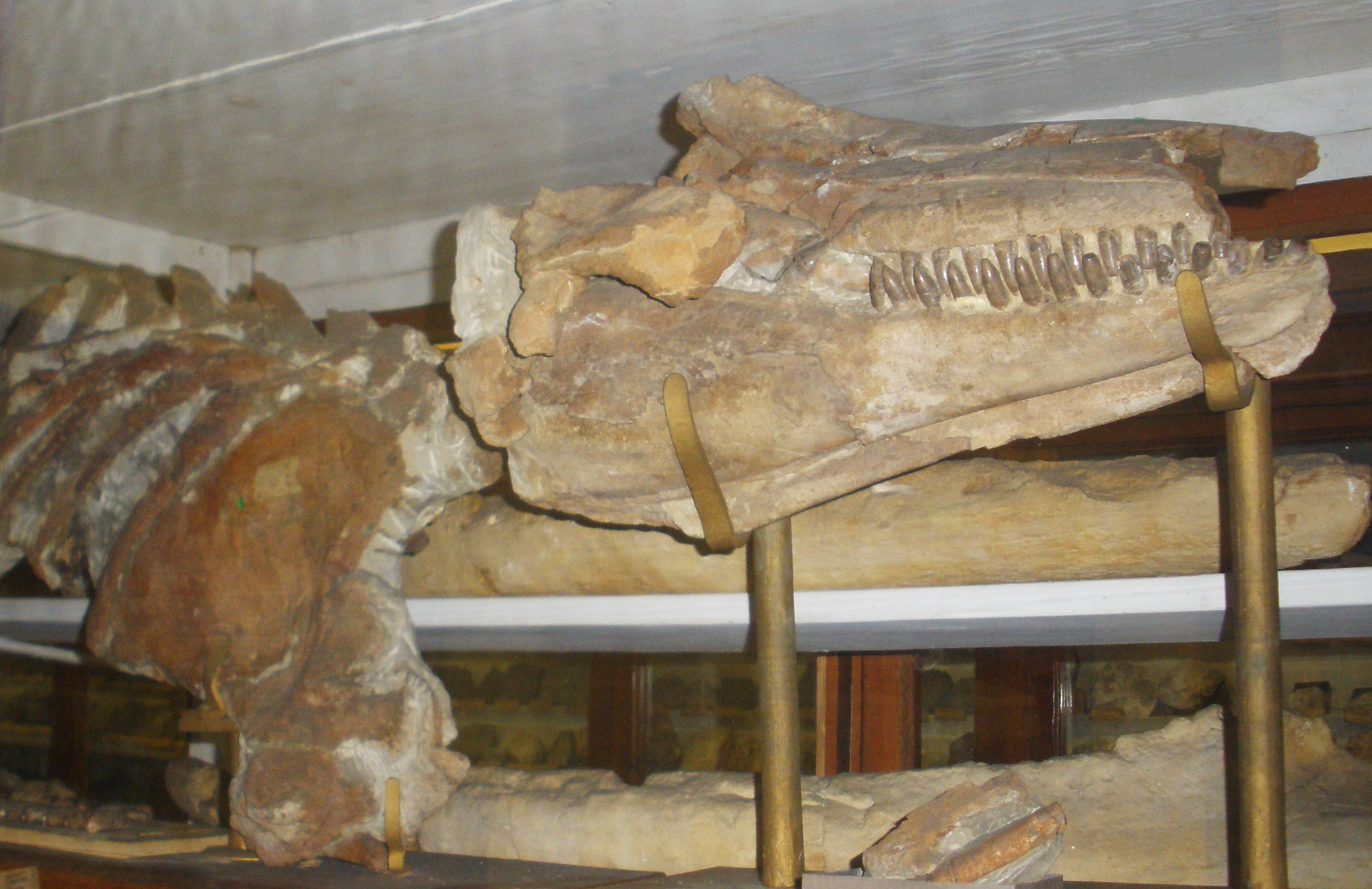
سنگواره Orcinus citoniensis در موزه سنگواره‌شناسی شهر بولونیا.

نهنگ قاتل (Orcinus orca) تنها گونهٔ طبقه‌بندی شده در سرده Orcinus توسط کارل لینه در سال ۱۷۵۸ است. او نام این جانور را (Delphinus orca) گذاشت، ولی در سال ۱۸۶۰ لیوپولد فیتزینگر، جانورشناس سوئدی، نام کنونی آن را انتخاب کرد و به کار برد. نخستین توصیف ظاهری این جانور توسط کنراد گسنر در سال ۱۵۵۸ میلادی، بر پایهٔ مشاهده جسد یک نهنگ قاتل افتاده بر ساحل خلیجی در آلمان، انجام شد. در آن هنگام، دیده شدن پیکر این جانور در آن منطقه نشانه‌ای آسمانی تلقی شد.
نهنگ قاتل یکی از ۳۵ عضو دلفین‌های اقیانوسی‌است که نزدیک به ۱۱ میلیون سال پیش بر روی زمین پدیدار شدند. این گونه احتمالاً کمی پس از آن از شاخه اصلی جدا شد. با آنکه نهنگ قاتل همانندی‌های ریخت‌شناسانه با نهنگ‌های سردهٔ گوی‌سرها و نهنگ قاتل کوتوله دارد، نزدیک‌ترین گونه به آن دلفین ایراوادی است. از جمله اعضای منقرض شده خانواده (Orcinus) می‌توان به (Orcinus citoniensis) (در تصویر) اشاره کرد که میان دو تا پنج میلیون سال پیش در دوره‌های زمین‌شناسی پلیوسن و آغاز پلیستوسن زندگی می‌کرد.

### انواع

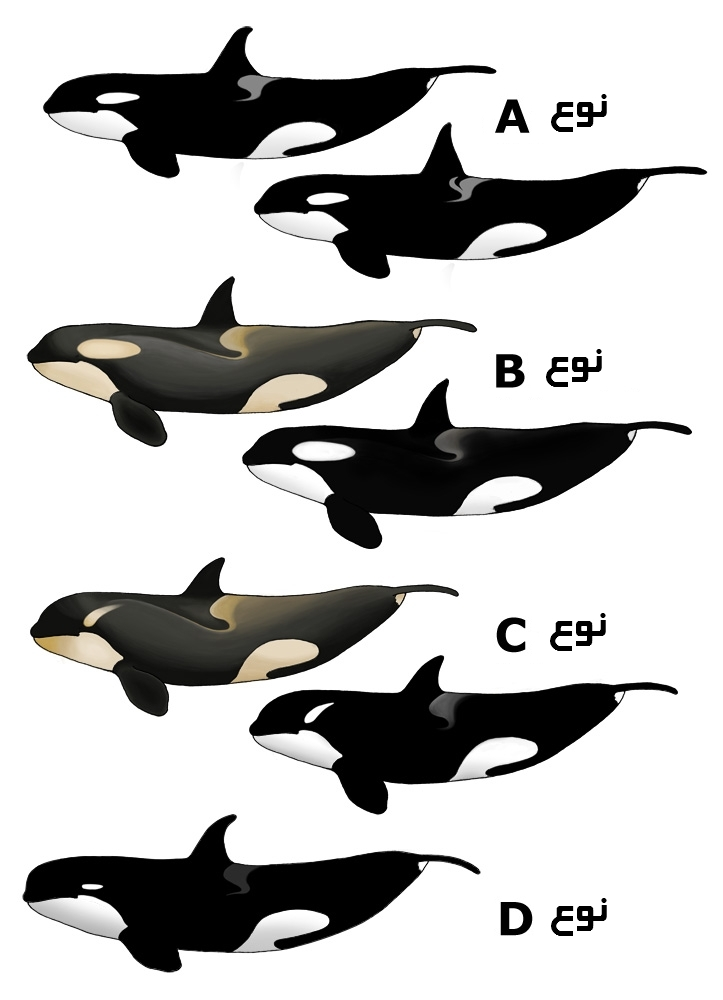
انواع گوناگون نهنگ قاتل

سه تا پنج نوع گوناگون نهنگ قاتل در جهان وجود دارند که به اندازهٔ کافی با هم تفاوت دارند که بتوان آن‌ها را از نژادهای گوناگون، زیرگونه‌ها یا حتی گونه‌های مختلف دانست.
بنا به گزارش سال ۲۰۰۸ IUCN، 
طبقه‌بندی این گونه آشکارا نیاز به بازنگری دارد و این احتمال هست که Orcinus orca در خلال سال‌های آینده به تعدادی از گونه‌های متفاوت یا حداقل زیرگونه‌های متفاوت تقسیم شود.
انواع گوناگون نهنگ‌های قاتل را می‌توان به صورت زیر طبقه‌بندی کرد:
- نوع A که بیشتر نهنگ‌های قاتل با آن شناخته می‌شوند و بدنی بزرگ با رنگ‌های سیاه و سفید و بخش سفید رنگی با اندازه متوسط دور چشم دارد؛ در دریاهای آزاد شنا و از ماهی و نهنگ نیزه‌ای تغذیه می‌کند.[۱۶]
- نوع B که کوچکتر از نوع A است و دارای رنگ‌آمیزی سفید با اندازه بزرگ دور چشم‌ها. بیشتر بخش‌های تاریک بدن آن به جای رنگ سیاه به رنگ خاکستری میانه هستند و بخش‌های روشن بیشتر به رنگ زرد محو.[۱۷] این نوع بیشتر از خوک دریایی تغذیه می‌کند.[۱۶]

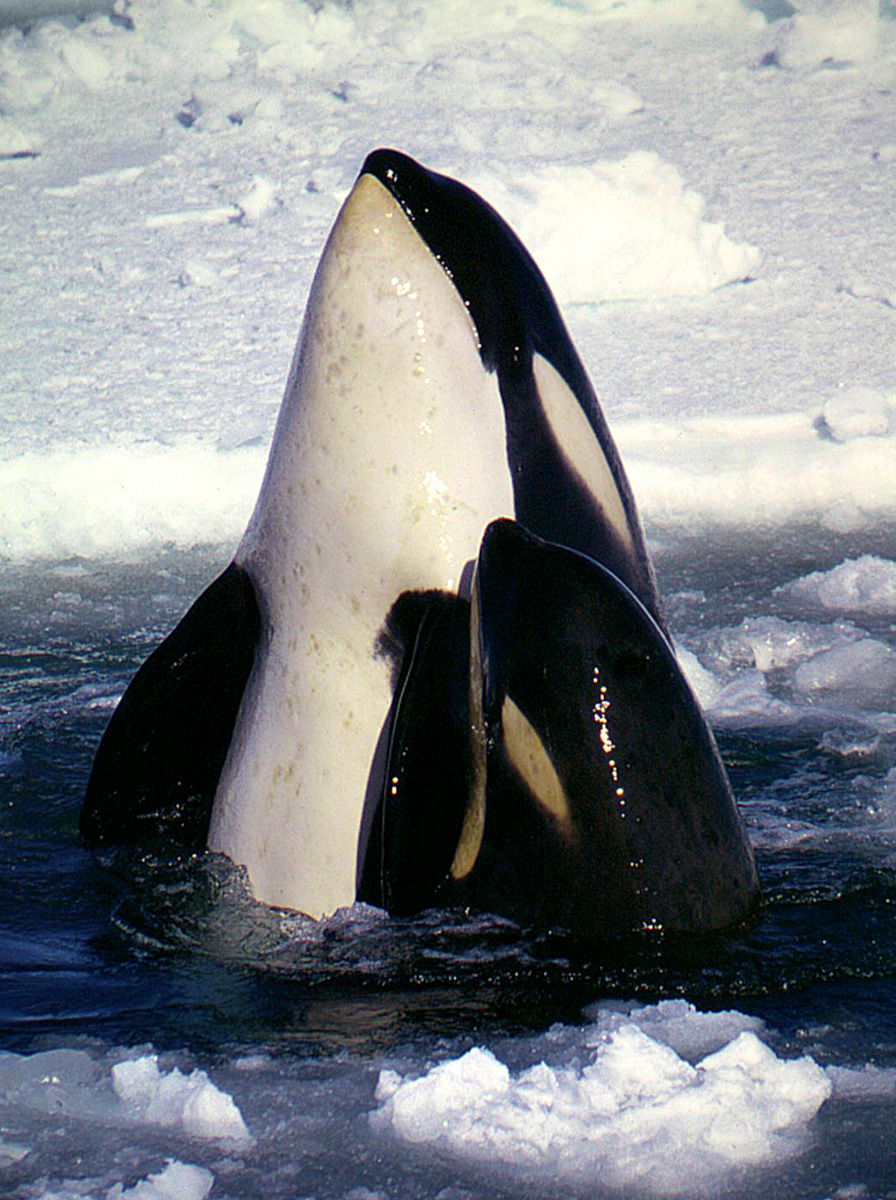
نهنگ قاتلی از نوع C به همراه فرزندش در دریای راس. به چگونگی حرکت سپیدی دور چشم به سوی بالا دقت کنید. بیرون آوردن سر از سوی این جانور به منظور شناسایی محیط پیرامون صورت می‌گیرد؛ کاری که در زبان انگلیسی به نام (Spyhopping) شناخته می‌شود.

- نوع C که کوچک‌ترین نوع است و در گروه‌های بزرگتری از دیگر نوع‌ها زندگی می‌کند. سفیدی دور چشم این نوع به شکلی باریک به سوی بالا حرکت می‌کند و به موازات بدن قرار نمی‌گیرد. همانند نوع B، رنگ پوست این نوع سفید و خاکستری میانه است. تنها طعمهٔ دیده شدهٔ این نوع، ماهی کد جنوبگان[پانویس ۱۰] است.[۱۶]
- نوع D که بر پایهٔ عکسی از یک به گل نشستن بزرگ از نهنگ‌های قاتل در نیوزیلند در سال ۱۹۵۵ و نیز چهار بار مشاهده در اقیانوس از سال ۲۰۰۴ به این سو، شناخته شد. اندازه روشنی دور چشم این نوع بسیار کوچک است و بالهٔ پشتی‌ای کوتاه و خمیده و سری گرد-شکل دارد. این نوع در محدوده‌های جغرافیایی جنوبگان، در میان عرض‌های جغرافیایی °۴۰ و °۶۰ جنوبی زندگی می‌کند. با آنکه اطلاعات چندانی دربارهٔ رژیم غذایی این نوع وجود ندارد، گمان بر این می‌رود که ماهی جزء اصلی غذای آن باشد.[۱۹][۲۰]

انواع B و C در کنار کلاهک یخی قطب جنوب زندگی می‌کنند و رنگ زرد روی بخش‌های سفید بدنشان، احتمالاً، ناشی از جلبک‌ها و جانداران تک‌سلولی این منطقه می‌باشد. ردیف‌های دی‌ان‌ای میتوکندریایی، این فرضیه را که این جانوران گونه‌هایی مختلف هستند که به تازگی از هم جدا شده‌اند، تقویت می‌کند.
پژوهش‌های تازه بر روی این ساختارهای دی‌ان‌ای مشخص کرده‌اند که دو گروه ساکن جنوبگان، که ماهی و فک می‌خورند، باید به عنوان گونه‌هایی جداگانه شناخته شوند. دربارهٔ نهنگ‌های قاتل نامستقر اقیانوس آرام شمالی نیز چنین پیشنهادی داده شده است، با این حال مشخص کردن وضعیت دیگر زیرگونه‌ها نیاز به اطلاعات بیشتری دارد.
در حال حاضر بررسی‌هایی برای پی‌بردن به روابط ژنتیکی میان انواع گوناگون نهنگ قاتل و نیز دانستن اینکه آیا انواع گوناگون شناسایی شده دارای تاریخ فرگشتی متفاوت هستند یا نه، انجام می‌شود. برای نمونه، می‌توان به دسته‌های مختلف نهنگان قاتلی اشاره کرد که در مناطق و دریاهای گوناگون از پستانداران دریایی تغذیه می‌کنند. مدت‌های زیادی گمان بر این بود که همه این نهنگ‌های قاتل نزدیکی زیادی با یکدیگر دارند، با این حال آزمایش‌های ژنتیکی چنین فرضیه‌ای را رد کرده‌اند.

## توصیف ظاهری

کالبدشناسی نهنگ قاتل.

نهنگ‌های قاتل به گونهٔ مشخص دارای پشتی سیاه و سینه و پهلوهای سفید و نیز بخشی سفید دور تا دور چشم‌ها هستند. بچه‌ها به‌هنگام دنیا آمدن دارای بخش‌هایی به رنگ زرد یا نارنجی کم‌رنگ هستند که به تدریج به سفید می‌گرایند. رنگ پوست در کنار اندام‌های جنسی نر و ماده دارای الگوهای سیاه و سفید متفاوت است. رنگ پوست کامل سفید در میان نهنگ‌های قاتل بسیار کمیاب است، اما مشاهداتی در این مورد نیز گزارش شده است. نهنگ‌های قاتل دارای بدنی سنگین‌وزن و مقاوم هستند (مقاوم‌تر از بیشتر دلفین‌ها) و نیز بالهٔ فوقانی (باله پشتی) بزرگی، که تا ۲ متر بلندی پیدا می‌کند. به دلیل رنگ منحصربه‌فرد و ظاهر مشخص، هنگامی که این جانوران از دور دیده می‌شوند به آسانی قابل تشخیص‌اند، با این حال نهنگ‌های قاتل نابالغ گاه با دیگر انواع دلفین‌ها اشتباه گرفته می‌شوند.
طول نهنگ‌های قاتل ۷ تا ۹٫۷ متر است (نرها معمولاً ۶ تا ۸ متر) و وزنشان به ۶ تن می‌رسد. ماده‌ها کوچک‌جثه‌تر هستند و طولشان میان ۵ تا ۷ متر و وزنشان بالغ بر ۳ تا ۴ تن است. بچه‌ها در هنگام تولد دارای وزن تقریبی ۱۸۰ کیلوگرم و طول ۲٫۴ متر هستند. جثه بزرگ و قدرت نهنگ قاتل آن را جزو پرسرعت‌ترین پستانداران دریایی کرده است و می‌تواند با سرعتی بالاتر از ۳۰ گره دریایی (۵۶ کیلومتر بر ساعت) شنا کند. دندان‌های نهنگ قاتل مخروطی‌شکل و محکم و به تعداد ۱۵–۱۰ دندان در هر نیم‌فک هستند. این دندان‌ها یک اندازه هستند و تنها برای گرفتن طعمه و پاره کردن گوشت به کار می‌روند. غذا جویده نمی‌شود، بلکه به صورت تکه‌تکه بلعیده می‌شود. نهنگ‌های قاتل سالخورده نسبت به جوان‌ترها، دندان‌های کمتری در دهان خود دارند.
برخلاف بیشتر دلفین‌ها، باله کناری در نهنگ‌های قاتل بزرگ و انحنادار، مانند پارو است. نرها دارای باله‌های کناری به مراتب بزرگتری از ماده‌ها هستند. باله فوقانی جنس نر نزدیک ۱٫۸ متر طول دارد که دو برابر طول همین باله در ماده‌ها است. شکل آن‌ها نیز متفاوت است؛ جنس نر بالهٔ فوقانی‌ای بلند و کشیده و همانند مثلث متساوی‌الساقین دارد و جنس ماده باله‌ای کوتاه‌تر اما با انحنای بیشتر.
نهنگ‌های قاتل دارای توانایی دید خوب در درون و بیرون آب و شنوایی عالی و حس لامسه خوب هستند، ولی حس بویایی ندارند. آن‌ها دارای توانایی‌های منحصربه‌فرد و پیچیده در پژواک‌یابی هستند؛ کاری که برای یافتن موقعیت خود نسبت به اشیای دیگر در محیط اطراف و نیز پیدا کردن طعمه‌ها با تولید صداهای تپ‌وار و گوش سپردن به پژواک آن‌ها انجام می‌دهند.

## دوره زندگی

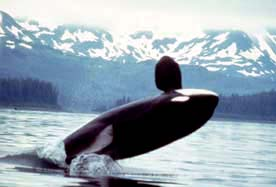
نهنگ‌های قاتل اغلب با بیرون آوردن کامل بدنشان از آب، خود را به سطح دریا می‌کوبند.

نهنگ‌های قاتل ماده در نزدیکی سن ۱۵ سالگی به بلوغ می‌رسند. مدت زمان بارداری میان ۱۵ تا ۱۸ ماه است. ماده‌ها هر پنج سال یکبار باردار می‌شوند و اغلب در هر بار تنها یک فرزند به دنیا می‌آورند. در میان نهنگ‌های مقیم، به دنیا آمدن بچه در هر زمانی از سال به وقوع می‌پیوندد ولی این امر در فصل زمستان بیشتر اتفاق می‌افتد. میزان مرگ و میر کودکان در شش تا هفت ماه نخست زندگی بسیار بالا است و ۵۰–۳۷٪ همه کودکان تا این هنگام می‌میرند. از شیر گرفتن بچه در نزدیکی ۱۲ ماهگی آغاز می‌شود و تا ۲ سالگی کامل می‌گردد. بر طبق مشاهدات چندین باره در چند منطقه گوناگون، همه نرها و ماده‌های بالغ در یک دسته در نگهداری از بچه‌ها کمک می‌کنند. نهنگ‌های قاتل و نهنگ‌های خلبان تنها جانورانی هستند که در آن‌ها ماده‌ها به یائسگی می‌رسند و دهه‌ها پس از پایان دوره توانایی باروری، به زندگی خود ادامه می‌دهند.
ماده‌ها تا ۴۰ سالگی به باردارشدن ادامه می‌دهند. این به معنای آن است که تقریباً ۵ بچه تا این هنگام به دنیا می‌آورند. میانگین طول عمر آن‌ها ۵۰ سال است با بیشترین طول عمر میان ۸۰ تا ۹۰ سال.
نهنگ‌های نر در ۱۵ سالگی به بلوغ جنسی می‌رسند، اما معمولاً تا ۲۱ سالگی آمیزش جنسی نمی‌کنند. نرهای درون حیات وحش دارای میانگین طول عمری برابر ۲۹ سال هستند که بیشترین طول عمرهای دیده شده میان آن‌ها ۵۰ تا ۶۰ سال بوده است. طول عمر نهنگ‌های در اسارت به مراتب کمتر است، اغلب زیر ۲۵ سال. با این حال بعضی از آن‌ها به دهه سوم و تعداد اندکی نیز به دهه چهارم زندگی خود رسیده‌اند. در بسیاری موارد، طول عمر یک نهنگ قاتل به خواست و اشتیاق آن نهنگ به زنده‌بودن و ادامه زندگی ربط دارد.

## پراکندگی و جمعیت

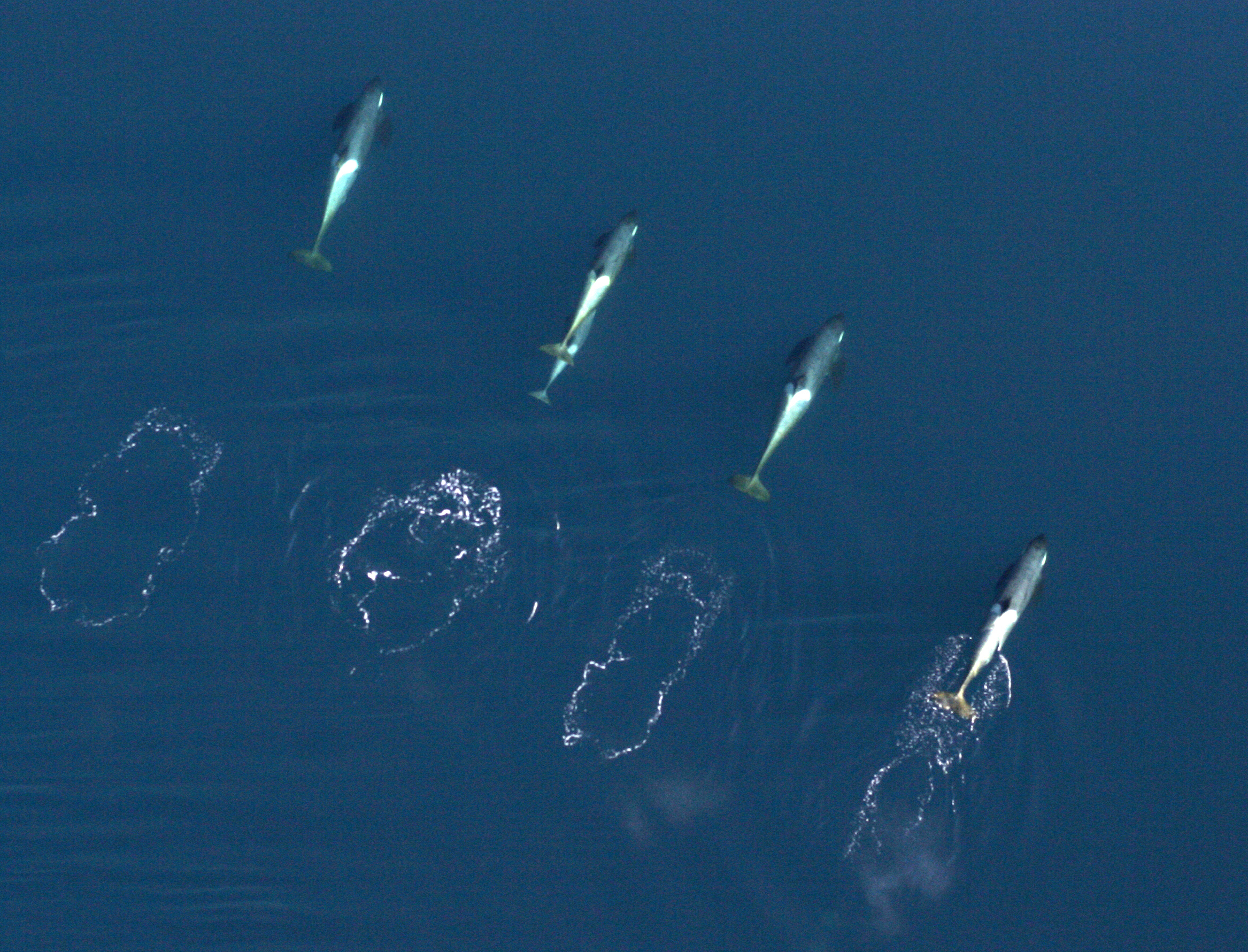
چهار نهنگ قاتل در حال سفر در قطب جنوب.

نهنگ‌های قاتل در همهٔ اقیانوس‌ها و بیشتر دریاها یافت می‌شوند. به دلیل گسترهٔ زیاد پراکندگی آن‌ها، تخمین تعداد ساکنان مناطق گوناگون جهان مشکل است. با این حال روشن است که آن‌ها عرض‌های جغرافیایی بالاتر کره زمین و نیز مناطق کرانه‌ای را به آب‌های لجه‌ای ترجیح می‌دهند.
آمارگیری‌ها نشان می‌دهند که بیشترین تراکم نهنگ‌های قاتل در جهان، در مناطق شمال شرقی اقیانوس اطلس در کناره‌های نروژ و شمال اقیانوس آرام و خلیج آلاسکا و نیز اقیانوس منجمد جنوبی وجود دارد. آن‌ها از ساکنان «معمول» (۰٫۲ تا ۰٫۴ نفر در هر ۱۰۰ کیلومتر مربع) مناطق شرقی اقیانوس آرام در کرانه‌های بریتیش کلمبیا و ایالت واشینگتن و اورگن و در مناطق شمالی اقیانوس اطلس در نزدیکی ایسلند و جزایر فارو به‌شمار می‌روند. از دیگر مناطق زندگی آن‌ها می‌توان به دریای ژاپن و دریای اختسک و جزایر کوریل و شبه‌جزیره کامچاتکا در نیم‌کره شمالی، همچنین استرالیای جنوبی و پاتاگونیا و کرانه‌های جنوبی برزیل و جنوب آفریقا در نیم‌کره جنوبی، اشاره کرد. آن‌ها به عنوان جانوران «فصلی» در شمال کانادا و خلیج بافین و گرینلند و نوناووت و تاسمانی و جزیره مک‌کواری شناخته می‌شوند. نهنگ‌های قاتل در آب‌های با دماهای گوناگون می‌توانند زندگی کنند. آن‌ها در مدیترانه و دریای عرب و خلیج مکزیک و اطراف جزایر سیشل، در اقیانوس هند، دیده شده‌اند. آن‌ها جزو جانوران بومی ایران نیز به‌شمار می‌روند.
احتمالاً بزرگ‌ترین جمعیت نهنگ‌های قاتل را می‌توان در آب‌های اطراف قطب شمال یافت. با آب شدن تدریجی یخ‌های این نواحی، نهنگ‌های قاتل بیشتر و بیشتر به مناطق شمالی قطب رفت‌وآمد می‌کنند.
الگوهای مهاجرتی نهنگ‌های قاتل کمتر شناخته شده‌اند. با این حال، مهاجرت گروه‌هایی از این جانداران در ایالت واشینگتن و بریتیش کلمبیا و جنوب شرقی آلاسکا دیده شده است. در ابعاد میان-کشوری، مهاجرت‌ها از آلاسکا (آمریکا) و بریتیش کلمبیا (کانادا) به کالیفرنیا (آمریکا) و کالیفرنیا به مکزیک و مکزیک به پرو صورت می‌گیرد. در بیشتر موارد، مهاجرت نهنگ‌های قاتل با جابه‌جایی طعمه‌هایشان مرتبط است و آن‌ها در هنگام شکار می‌توانند ۱۲۵ تا ۲۰۰ کیلومتر در روز را طی کنند. نهنگ‌های قاتل همچنین در جستجوی طعمه، گاه به درون رودخانه‌ها نیز می‌روند. پیشروی آن‌ها در درون رودخانه کلمبیا تا ۱۸۰ کیلومتر هم دیده شده است. رود فریزر در کانادا از دیگر رودخانه‌هایی است که نهنگ‌های قاتل را به خود جذب می‌کند. گمان بر این است که مهاجرت فصلی آزادماهی‌ها در این رودخانه‌ها دلیل پا گذاشتن نهنگ‌های قاتل به درونشان باشد.
تخمین تعداد کل جمعیت نهنگ‌های قاتل در جهان مشکل است، با این حال آمارگیری که به تازگی انجام شده تعداد آن‌ها را حداقل ۵۰٬۰۰۰ عدد می‌داند.
جمعیت‌های محلی به ترتیب ۲۵٬۰۰۰ عدد در شمالگان، ۸٬۵۰۰ عدد در مناطق گرمسیری اقیانوس آرام، نزدیک ۲٬۷۰۰ عدد در شمال شرقی اقیانوس آرام، ۵۰۰ تا ۱۵۰۰ عدد در نروژ تخمین زده می‌شوند. سازمان شیلات ژاپن تعداد نهنگ‌های قاتل ساکن در اطراف آب‌های این کشور را ۲٬۳۲۱ عدد تخمین زده است. شکار و به دام انداختن این جانوران در سال‌های گذشته در ژاپن، کاهش چشمگیری پیدا کرده است.

## تغذیه

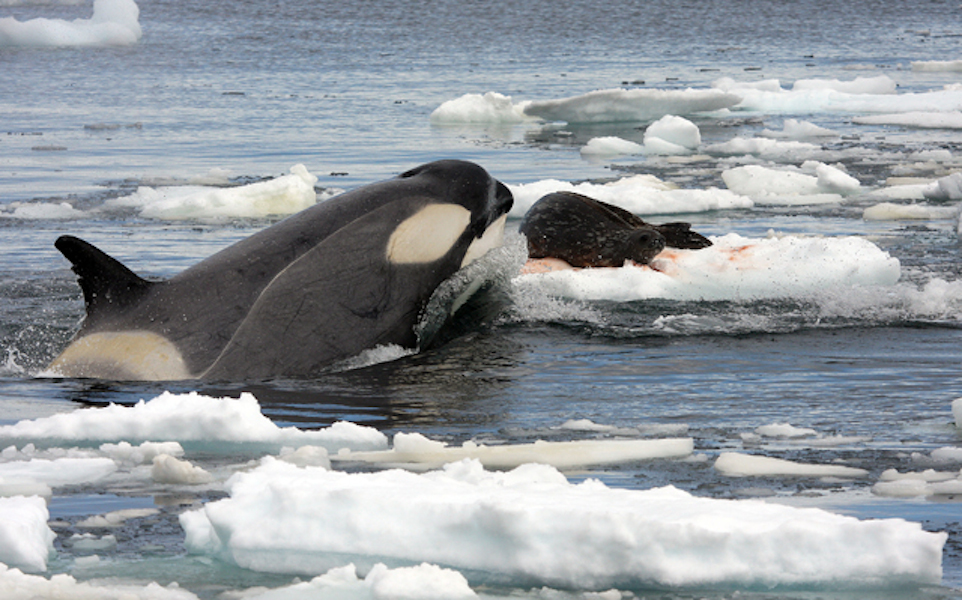
یک نهنگ قاتل نوع B در حال شکار یک فک در قطب شمال.

نهنگ‌های قاتل از طعمه‌های گوناگونی در شکار خود بهره می‌گیرند، با این حال گروه‌ها یا نژادهای گوناگونی در میان آن‌ها گاه در شکار یک گونه طعمه مهارت ویژه پیدا می‌کنند که می‌تواند اثر شگرفی بر جمعیت آن گونهٔ شکار شده بگذارد. احتمال نابودی جمعیت طعمه‌هایی از انواع مشخص در بعضی مناطق نتیجهٔ چنین رفتاری از سوی این جانوران است. یک نهنگ قاتل با جثه متوسط می‌تواند در روز نزدیک به ۲۲۷ کیلوگرم غذا بخورد.
از آنجا که برخی نهنگ‌های قاتل از دیگر نهنگ‌های غول‌پیکر و نیز کوسه‌ها تغذیه می‌کنند، آن‌ها را به‌عنوان درندگان بالای هرم غذایی در نظر می‌گیرند. آن‌ها گاه با نام گرگ‌های دریا نیز خوانده می‌شوند، چرا که مانند گرگ‌ها به شکار گروهی می‌پردازند. در کل می‌توان طعمه‌های انواع نهنگ‌های قاتل را به سه گروه تقسیم کرد:

### ماهیان و طعمه‌های خونسرد
نهنگ‌های قاتلی که از ماهیان تغذیه می‌کنند بیش از ۳۰ گونه ماهی، به ویژه ماهی آزاد دریای شمال و ماهی تن، را طعمه خود قرار می‌دهند. ۹۶٪ خوراک نهنگ‌های قاتل ساکن شمال شرق اقیانوس آرام را آزادماهی تشکیل می‌دهد. بیشتر این ماهیان از نوع چینوک، نوعی آزادماهی بزرگ و پرگوشت، هستند. در نیوزیلند مهم‌ترین منبع غذایی نهنگ‌های قاتل را سفره‌ماهی‌ها تشکیل می‌دهند. نهنگ‌های قاتل همچنین به شکار کوسه و ماهی مرکب و لاک‌پشت دریایی می‌پردازند. در یک نمونه از حمله نهنگ‌های قاتل به کوسه‌ها در ژوئیه سال ۱۹۹۲، دو نهنگ قاتل با حمله به یک وال کوسهٔ عظیم ۸ متری در آب‌های باخا کالیفرنیا در مکزیک، آن را شکار کرده و خوردند.

### پستانداران

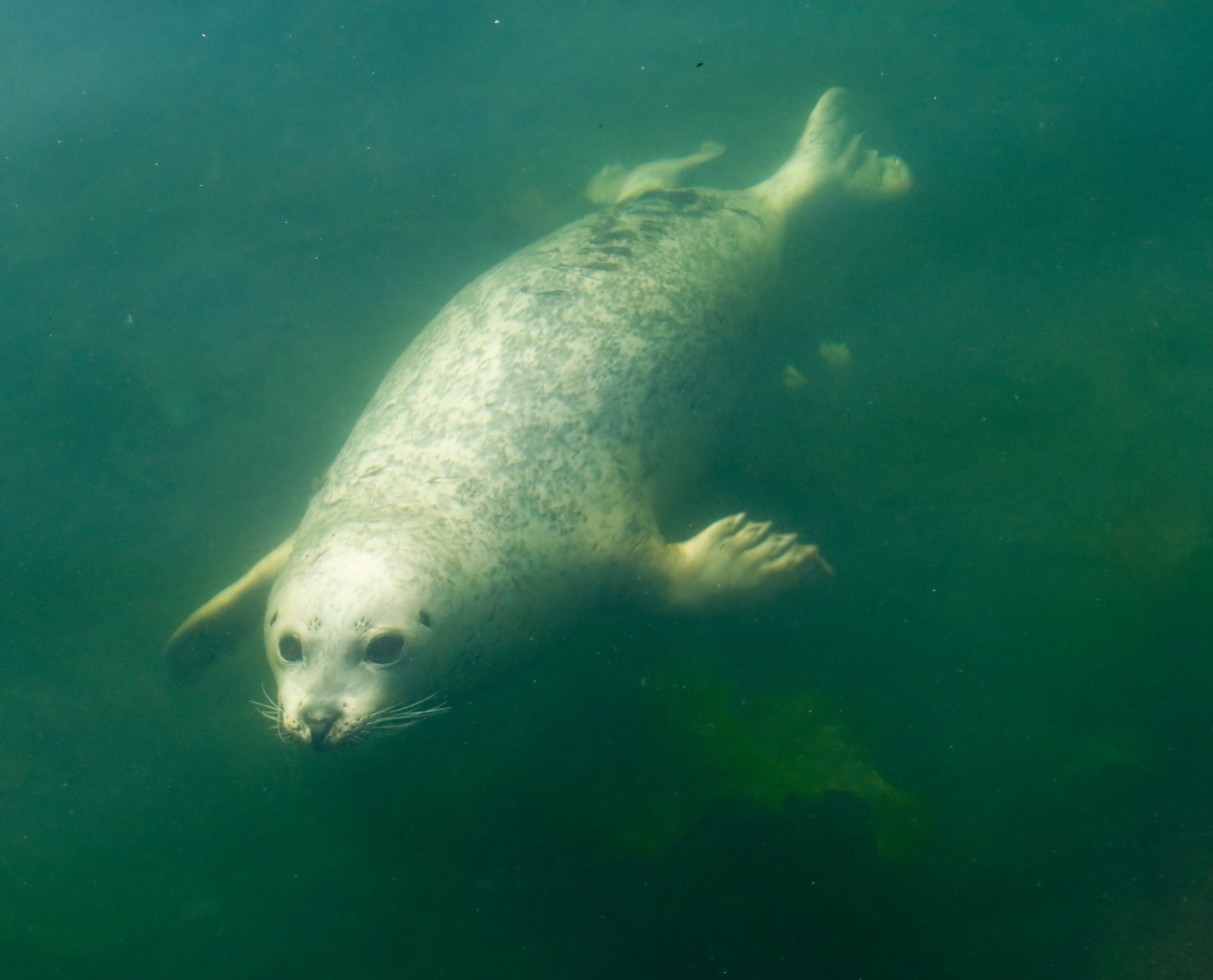
فک معمولی از جمله طعمه‌های اصلی نهنگ‌های قاتل اقیانوس آرام شمالی‌است.

نهنگ‌های قاتل شکارچیان پیچیده و ماهری هستند. با بهره‌گیری از روش‌هایی چون مشاهده محتویات معده آن‌ها و دیدن زخم دندان‌هایشان بر طعمه‌ها و نیز مشاهدهٔ میدانی رفتار غذایی این جانوران، ۲۲ گونه از آب‌بازسانان به عنوان طعمه‌های نهنگ قاتل شناسایی شده‌اند. گروه‌هایی از آن‌ها گاه به نهنگ‌های غول پیکری چون نهنگ خاکستری و نهنگ آبی و به‌ندرت نهنگ عنبر نیز حمله می‌برند.
دیگر طعمه‌های نهنگ قاتل از میان پستانداران شامل فک و شیر دریایی و فک خزدار می‌شود. گراز دریایی و شنگ دریایی کمتر شکار می‌شوند. برای پیشگیری از زخمی شدن به دست طعمه‌ها، نهنگ‌های قاتل پیش از آنکه اقدام به کشتن و خوردن شکار کنند آن را ناتوان می‌کنند. آن‌ها این کار را با روش‌هایی چون پرتاب طعمه به آسمان، کوبیدن بر آن با دم سنگین خود یا فشار دادن و له کردن طعمه با انداختن خود روی آن در ساحل انجام می‌دهند.
در کرانه‌های کم عمق شبه جزیره والدس در آرژانتین، نهنگ‌های قاتل برای گرفتن شیرهای دریایی و فیل‌های دریایی خود را به درون خشکی می‌اندازند. این کار، که برای پستانداران دریایی می‌تواند خطرناک و کشنده باشد، رفتاری غریزی از سوی این جانوران نیست و سال‌ها زمان نیاز است تا یک نهنگ قاتل جوان آن را یاد بگیرد.
در یک روش هوشمندانه و منحصربه‌فرد، نهنگ‌های قاتل با بیرون آوردن سر خود از آب و پیدا کردن مکان یخ‌هایی که فک‌ها بر رویشان آرمیده‌اند، با شنا کردن گروهی باعث ایجاد موج‌هایی می‌شوند که تعادل یخ را برهم می‌زند و جانوران روی آن را به دریا می‌اندازد. در این هنگام گروه دیگری از نهنگ‌ها، فک‌هایی که به آب افتاده‌اند را شکار می‌کنند.
همچنین شکار پستاندارانی که در خشکی زندگی می‌کنند توسط نهنگ‌های قاتل، دیده شده است. جانورانی چون آهو و موس هنگامی که در حال شنا میان جزایر شمال غربی آمریکای شمالی بوده‌اند، توسط نهنگ‌های قاتل شکار شده‌اند. همنوع‌خواری نیز در میان این جانوران با بررسی محتویات شکم آن‌ها گزارش شده است، با این حال احتمال اینکه محتویات معده از خوردن باقی‌مانده‌های ریخته شده توسط شکارچیان نهنگ در دریا بوده باشد، زیاد است. در یک رویداد نیز یک نهنگ قاتل پس از زخمی شدن توسط گلوله، از سوی هم‌گروهی‌های خود مورد حمله قرار گرفت. با آنکه تاکنون نهنگ‌های قاتل در اسارت هیچ‌گاه در حال خوردن دیگر پستانداران دریایی دیده نشده‌اند، گاه به دلایل نامعلومی دست به آزار و کشتن فک‌ها و گرازهای دریایی می‌زنند.

### پرندگان
نهنگ‌های قاتل مناطق بسیاری به شکار پرندگان نیز می‌پردازند. از جمله این پرندگان می‌توان به پنگوئن و باکلان و مرغ نوروزی اشاره کرد. در یک مورد، نهنگ قاتلی در اسارت با بیرون آوردن غذای درون معده خود و پخش آن در سطح آب، مرغان دریایی را به محل کشاند و سپس به شکار آن‌ها پرداخت. چهار نهنگ قاتل دیگر نیز سپس توانستند از این کار تقلید کنند.

## ساختار اجتماعی

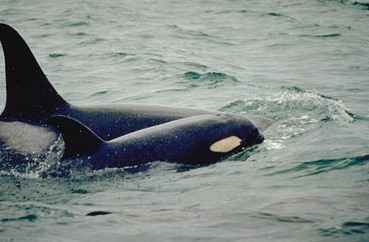
یک نهنگ قاتل بالغ ماده با فرزندش.

نهنگ‌های قاتل به داشتن ساختارهای اجتماعی پیچیده در میان خود شناخته شده‌اند. تنها فیل‌ها و نخستی‌ها، مانند انسان، دارای ساختارهای اجتماعی مقایسه پذیر با آنچه در میان نهنگ‌های قاتل وجود دارد، هستند.
به دلیل پیوندهای قوی اجتماعی میان نهنگ‌های قاتل، بسیاری از پژوهشگران پستانداران دریایی و کنشگران حقوق جانوران دربارهٔ آنکه نگهداری این جانداران در اسارت کاری اخلاقی هست یا نه، ابراز نگرانی کرده‌اند.
نهنگ‌های قاتل ساکن مناطق شرقی اقیانوس آرام شمالی دارای گروه‌های اجتماعی پیچیده و مستحکمی هستند. نهنگ‌های قاتل نر، دارای چندهمسر هستند و در طول زندگی با ماده‌های متعددی آمیزش می‌کنند. برخلاف همه ساختارهای اجتماعی شناخته شدهٔ کنونی در میان پستانداران، این نهنگ‌های قاتل در همه طول عمر با مادرانشان زندگی می‌کنند. این جوامع مادر نهاد هستند و دارای یک نهنگ ماده به‌عنوان «شاه مادر» و فرزندان به دنیا آمده از او در گروهند.
از آنجا که ماده‌ها می‌توانند تا ۹۰ سال عمر کنند، گاه تا چهار نسل پیاپی با هم در گروه زندگی می‌کنند. چنین گروه‌هایی، که گروه خانوادگی خوانده می‌شوند، بسیار مستحکم هستند. اعضای گروه تنها برای ساعات کمی به منظور آمیزش یا غذا خوردن از آن جدا می‌شوند. جدا شدن عضوی از یک گروه برای همیشه، به جز تنها در یک مورد استثنایی، گزارش نشده است. گروه‌های خانوادگی بسیار نزدیک با هم گاه تشکیل یک دسته می‌دهند که به گونهٔ معمول یک تا چهار گروه خانوادگی را دربرمی‌گیرد. برخلاف گروه خانوادگی، اعضای دسته‌ها می‌توانند برای هفته‌ها یا گاه ماه‌ها از هم جدا شوند. بررسی بر روی دی‌ان‌ای نشان داده است که نهنگ‌های قاتل نر تقریباً همواره با ماده‌هایی از دسته‌ای جز دسته خودشان آمیزش می‌کنند.
طایفه طبقه‌ای بالاتر از دسته در ساختار اجتماعی این جانوران است و از دسته‌های موجود در یک ناحیه با لهجه‌های همسان، که گمان می‌رود خویشاوند باشند، تشکیل می‌شود. طایفه‌ها از یک دسته اجدادی که طی زمان رشد کرده و تکه‌تکه شده است به وجود آمده‌اند.
بالاترین مرتبه ساختار اجتماعی نهنگ‌های قاتل جامعه است و از تعدادی طایفه تشکیل شده که با هم رفت‌وآمد دارند. طایفه‌های درون یک جامعه دارای الگوی تولید صدای یکسان نیستند.
بررسی‌های انجام شده در دهه‌های ۱۹۷۰ و ۱۹۸۰ میلادی در کانادا و ایالات متحده باعث شناخت سه گروه جمعیتی عمده در میان نهنگ‌های قاتل شد. به صورت کلی در ساختار اجتماعی این جانوران، اعضا به یکی از سه گروه زیر تعلق می‌گیرند:

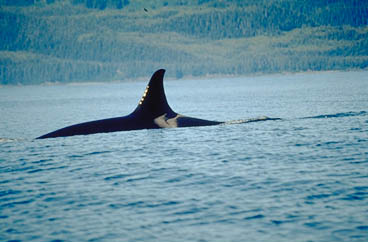
باله پشتی و رنگ پوست بر روی پشت یک نهنگ قاتل مقیم، شمال شرقی اقیانوس آرام. این نهنگ یا یک ماده بالغ است یا یک نابالغ از هر کدام از جنس‌ها.

- مقیم: آن‌ها بیشترین جمعیت دیده شده از میان این سه گروه در مناطق کرانه‌ای شمال شرقی اقیانوس آرامند. رژیم غذایی مقیم‌ها بیشتر از ماهی و گاه ماهی مرکب تشکیل شده است و در گروه‌های دسته‌ای زندگی می‌کنند.[۷۱] ماده‌ها مشخصاً دارای باله‌های پشتی دوک‌وار هستند که در گوشه شکلی تیز پیدا می‌کند.[۷۲] آن‌ها از مکان‌های مشخص به دفعات گذر می‌کنند. پژوهش‌های انجام شده بر ساکنان بریتیش کلمبیا و ایالت واشینگتن از جمله مفصل‌ترین بررسی‌های صورت گرفته بر پستانداران دریایی در جهانند. پژوهشگران در طی ۳۰ سال گذشته بیش از ۳۰۰ نهنگ قاتل این مناطق را شناسایی و نام‌گذاری کرده‌اند.[۷۳]
- ناپایدار یا نامقیم: این گروه در خط کرانه‌ای چرخ می‌زنند و بعضی از آن‌ها در کرانه‌های جنوب آلاسکا و کالیفرنیا دیده شده‌اند.[۷۴] خوراک این نهنگ‌ها تنها پستانداران دریایی‌است و از ماهی تغذیه نمی‌کنند. ناپایداران به گونهٔ کلی در گروه‌های کوچک، که معمولاً دو تا شش عضو دارند، حرکت می‌کنند و دارای روابط خانوادگی نا مستحکم تری به نسبت مقیم‌ها هستند. صداهای تولید شده توسط آن‌ها گوناگونی کمتر و گویش کم‌پیچیده‌تری دارند. ماده‌ها مشخصاً دارای باله‌های پشتی مثلث‌وارتر و خالدارتر نسبت به مقیم‌ها هستند. ناحیه خاکستری یا سفید رنگ دور باله پشتی در نهنگ‌های قاتل مقیم همواره دارای اندک بخش‌های سیاه رنگ در خود است، با این حال این ناحیه در نامقیم‌ها یک رنگ و به رنگ قهوه‌ای‌است.[۷۲]
- دور از کرانه: این گروه در سال ۱۹۸۸، هنگامی که یک پژوهشگر نهنگ آن‌ها را در آب‌های آزاد شمال شرقی اقیانوس آرام مشاهده کرد، کشف شدند. همان گونه که از نامشان پیداست، آن‌ها از کرانه‌ها فاصله زیادی می‌گیرند و غذای اصلیشان دسته‌های ماهی‌است، با این حال شاید پستانداران دریایی و کوسه‌ها را هم شکار کنند.[۷۵] آن‌ها بیشتر به دور از کرانه‌های جزیره ونکوور دیده می‌شوند. نهنگ‌های دور از کرانه در گروه‌هایی با اندازه معمول ۲۰ تا ۷۵ عضو زندگی می‌کنند، اما دیدن گروه‌های بزرگتری از آن‌ها با بیش از ۲۰۰ عضو نیز گزارش شده است.[۴۶] در حال حاضر اطلاعات کمی دربارهٔ رفتار و عادت‌های این گروه موجود است، با این حال آن‌ها از لحاظ ژنتیکی با نهنگ‌های مقیم و ناپایدار تفاوت دارند. این نهنگ‌ها کوچکتر از دیگر انواع نهنگ‌های قاتل هستند و ماده‌ها با باله‌های پشتی مخروطی و دوک‌مانند خود متمایز می‌شوند.[۷۲]

مقیم‌ها و نامقیم‌ها با آنکه در یک ناحیه سکونت دارند از یکدیگر دوری می‌کنند. نام «نامقیم» از روی این باور به این گروه اطلاق می‌شود که آن‌ها را رانده‌شدگان از دسته‌های بزرگتر مقیم می‌دانستند، اما بررسی‌های بعدی نشان داد که نامقیم‌ها در میان مقیم‌ها زاده نشده‌اند (و بر عکس). جدایی فرگشت دو گروه احتمالاً در دو میلیون سال پیش پدید آمده است. بررسی‌های ژنتیکی نشان می‌دهند که‌آمیزش میان‌نژادی در میان نهنگ‌های قاتل مستقر و نامستقر از ۱۰٬۰۰۰ سال پیش به این سو اتفاق نیفتاده است.
دیگر جمعیت‌های نهنگ قاتل آنچنان مورد بررسی قرار نگرفته‌اند، با این حال دیگر گروه‌های تغذیه‌کننده از ماهی و پستانداران دریایی در مناطق دیگری از جهان نیز شناسایی شده‌اند؛ از جمله در آب‌های اطراف انگلستان که جمعیت‌های مستقلی از این نهنگ‌های قاتل دیده شده‌اند و هر یک دارای ظاهر و عادات غذایی منحصر به خود هستند. نهنگ‌های قاتل ماهی‌خوار ساکن آلاسکا و نروژ دارای ساختار اجتماعی مستقر گونه هستند، در حالی که نهنگ‌های تغذیه‌کننده از پستانداران دریایی آرژانتین و جزایر کروزت بیشتر مانند نامقیم‌ها رفتار می‌کنند.
دسته‌های ناپایدار کوچکتر از دسته‌های مقیم هستند و معمولاً از یک ماده با یک یا دو تن از فرزندانش تشکیل می‌شوند. در مقایسه با ماده‌ها، نرها به گونهٔ معمول رابطه مستحکم‌تری با مادران خود دارند. این روابط محکم می‌توانند تا سنین بالا نیز ادامه پیدا کنند. بعضی نهنگ‌های نر «خانه به‌دوش» می‌شوند و روابط محکم بلند مدت برقرار نمی‌کنند. این نهنگ‌های قاتل گهگاه عضو گروه‌هایی می‌شوند که دارای ماده‌هایی با توانایی باروری باشند. همانند طایفه‌های مقیم، اعضای موقت یک دسته دارای لهجه یکسانند، با این حال تفاوت‌های ناحیه‌ای صدای تولیدی نیز گزارش شده‌اند.

## هوش
نهنگ‌های قاتل دارای دومین مغز سنگین در میان پستانداران دریایی هستند. آن‌ها را می‌توان در اسارت آموزش داد و اغلب هوشمند توصیف شده‌اند. با این حال تعریف کردن مفهوم «هوش» برای جاندارانی که محیط زندگی و رویکردهای رفتاری مربوط به آن محیط درشان با آنچه انسان‌ها تجربه می‌کنند بسیار متفاوت است، سخت به نظر می‌آید.

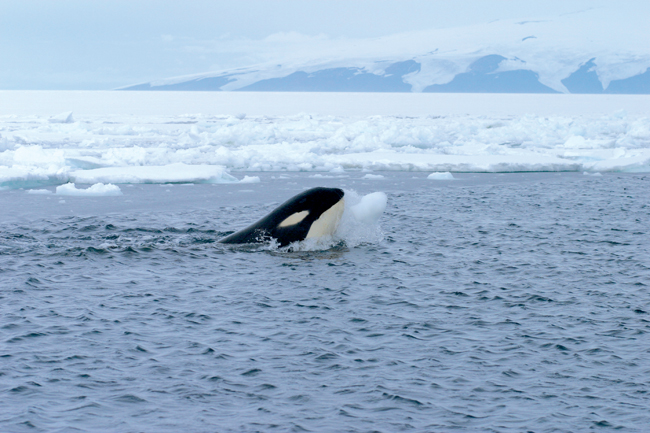
یک نهنگ قاتل با توپی از یخ بازی می‌کند. او پس از آنکه یک پژوهشگر گلوله‌ای برفی به سویش پرتاب کرد آغاز به این کار کرد.

نهنگ‌های قاتل توانایی تقلید از همدیگر را دارند و مهارت‌ها را از این راه یادمی‌گیرند. این رفتار در نهنگ‌های قاتلی که خود را به خشکی می‌اندازند تا فک شکار کنند، دیده می‌شود. در شبه جزیره والدز در آرژانتین، والدین گاه با شکار فک‌ها و سپس انداختن آن‌ها در کنار نهنگ‌های جوان‌تر به آن‌ها این امکان را می‌دهند که این روش شکار سخت، و گاه خطرناک برای نهنگ، را بر روی لاشه فک‌ها تمرین کنند. در جزایر کروزت در اقیانوس هند نیز مادران فرزندانشان را به سوی خشکی هل می‌دهند و منتظر می‌مانند تا اگر فرزند در برگشت کمک خواست او را به سوی آب بکشند.
پژوهشگرانی که بر روی نهنگ‌های قاتل کار کرده‌اند گزارش‌های فراوانی از کنجکاوی و بازیگوشی و توانایی حل مسئله در این جانوران ارائه داده‌اند. برای نمونه، نهنگ‌های قاتل ساکن آب‌های آلاسکا نه تنها توانسته‌اند چگونگی دزدیدن ماهی از تورهای ماهیگیری را یاد بگیرند که روش‌های گوناگونی را که ماهیگیران برای جلوگیری از این کار آن‌ها آزمودند، ناکار گذاشته‌اند.
در مواردی گزارش شده است که نهنگ‌های قاتل با بازیگوشی اشیایی را که انسان‌ها می‌خواستند به دست بیاورند جابه‌جا می‌کردند تا به این صورت با آن‌ها شوخی کرده باشند. گاه نیز پس از آنکه یک انسان گلوله‌ای برفی به سویشان پرتاب کرده است به ناگاه شروع به بازی با تکه‌های یخ توپ‌شکل کرده‌اند.
بهره‌گیری این جانوران از منطق و منتقل کردن آموخته‌های خود به نسل بعد به عنوان نوعی از فرهنگ شناخته شده است:
ساختار فرهنگ‌گونهٔ پیچیده و مستحکم در رفتار و صدای تولید شده توسط نهنگ‌های قاتل هیچ همانندی در جهان بیرون جز در میان انسان‌ها ندارد و نمایانگر نوع مستقلی از فرگشت بنیان‌های فرهنگی در میان جانوران است.
پژوهشگران پدیدهٔ نوع‌دوستی در جانوران را نیز در رفتار نهنگ‌های قاتلی که به کمک همدیگر می‌شتابند، دیده‌اند. در بررسی آن‌ها نوع‌دوستی به عنوان عملی تعریف شد «که باعث سختی کشیدن و به زحمت افتادن کمک‌کننده می‌شود هنگامی که به کمک موجودی می‌رود که دارای رابطه خویشاوندی با آن نیست.»

## تولید صدا
نهنگ‌های قاتل به حس شنوایی‌شان بسیار بیشتر وابسته‌اند تا بینایی و همانند همهٔ دیگر آب‌بازان از تولید صدا برای جهت‌یابی و پیدا کردن طعمه و ارتباط با یکدیگر بهره می‌برند. آن‌ها سه نوع صدا تولید می‌کنند: تپ، سوت و صداهای پالس‌شده. کاربرد اصلی تپ‌ها برای موقعیت‌یابی و تشخیص طعمه یا هر شی در نزدیکی جانور است، با این حال این تپ‌ها در هنگامی که نهنگ‌ها در حال برقراری ارتباط اجتماعی بوده‌اند نیز شنیده شده‌اند.
دسته‌های نهنگ‌های مقیم شمال خاوری اقیانوس آرام بسیار بیشتر از دسته‌های نامقیم صدا تولید می‌کنند.
منبع اصلی تغذیه مقیم‌ها آزادماهی است و به دلیل شنوایی ضعیف، این ماهی توانایی تشخیص پژواک‌های تولیدی توسط نهنگ‌های قاتل را، حتی در فاصله نزدیک، ندارد. مستقرها از تولید صدا برای شناساندن خود به دیگر پستانداران دریایی هنگام شنا بهره می‌گیرند.
نامقیم‌ها صدای کمتری تولید می‌کنند تا باعث فرار پستانداران دریایی هنگامی که می‌خواهند شکارشان کنند، نشوند چرا که این پستانداران دریایی دارای توانایی شنیداری بالا هستند. آن‌ها گاه به جای تولید قطاری از تپ‌ها، که در میان نهنگ‌های قاتل رایج است، تنها یک تپ تولید می‌کنند که به آن تپ، «تپ رمزگذاری شده» می‌گویند.
همه اعضای یک دسته دارای الگوی تولید صدای یکسانی هستند که به آن «لهجه» می‌گویند. لهجه‌ها عبارت‌اند از تعداد بارهایی که نهنگ صداهای گسسته یا پیوسته با طول زمانی مشخص تولید می‌کند. لهجه‌ها پیچیده‌اند و در گذر زمان ثابت می‌مانند. الگوهای تولید صدا در میان خانواده‌های مادر نهاد تک و منحصربه‌فرد هستند. بچه‌های تازه به دنیا آمده صداهایی مانند مادرانشان تولید می‌کنند ولی توانایی تولید گستره کمتری از اصوات را دارند. این بچه‌ها چگونگی تولید صدای خود را از مادرانشان و نیز دیگر اعضای دسته یادمی‌گیرند. برای نمونه، صداهایی که ویژه یک خانواده بوده‌اند در روزهای پس از تولد یک بچه بیشتر شنیده شدند؛ نشانه‌ای از آنکه اعضای گروه می‌خواسته‌اند تا کودک تازه به دنیا آمده با آن صداهای مشخصه بیشتر آشنا شود. لهجه‌ها به احتمال قوی نقش مهمی در پاسداری از اصالت گروه و همبستگی درون آن دارند. شباهت‌ها و تفاوت‌های میان لهجه‌های دسته‌های گوناگون می‌تواند میزان نزدیکی دو دسته به هم را نشان دهد. این تفاوت‌ها کم‌کم و با گذر زمان پدید می‌آیند.

چگونگی پژواک‌یابی توسط آب‌بازان. بخش بادامی شکل که نقش اصلی در فشرده‌سازی و فرستادن صدا دارد melon خوانده می‌شود.

تولید صدا به منظور یافتن غذا به وسیلهٔ فشرده ساختن هوا درون حفره‌های تنفسی و سپس متمرکز کردن و فرستادن صدای تولید شده توسط بخشی به نام «melon» در سر انجام می‌شود (به تصویر روبه‌رو دقت کنید). بیشتر صداهای تولید شده از مجموعه‌ای از صداهای با بسامد بالا و پایین تشکیل می‌شوند. صداهای بسامد پایین به همه جهت‌ها پراکنده می‌شوند ولی بیشتر به سوی روبه‌رو و پهلوها. این صداها دارای موجی اصلی با بسامد ۲۵۰ تا ۱۵۰۰ هرتز و موج‌هایی فرعی (هارمونیک‌هایی) با بسامد ۱۰ کیلوهرتز هستند.
سوت‌ها بیشترین صداهای تولید شده در هنگام برقراری ارتباط اجتماعی‌اند. این سوت‌های مدولاسیون فرکانسی شده دارای بسامد میانگین ۸٫۳ کیلوهرتز و پهنای باند ۴٫۵ کیلوهرتز و میانگین تکراری برابر با پنج سوت هستند. متوسط طول زمانی این سوت‌ها ۱٫۸ ثانیه است.

## بیماری‌ها و عوامل مرگ
بر پایهٔ گزارش IUCN، عوامل تهدیدکننده این گونه عبارتند از مرگ‌های تصادفی و گرفته‌شدن توسط انسان‌ها به منظور نمایش، وجود آلاینده‌ها و مواد سمی در آب، به هم خوردن نظم طبیعی زندگیشان توسط فعالیت‌های انسانی، نشت مواد نفتی و کم شدن ماهیان به‌دلیل ماهیگیری بیش از حد، دگرگونی‌های اقلیمی.
این جانوران می‌توانند ناخواسته قربانی ماهیگیری و گیر افتادن در تورهای ماهیگیران شوند، با این حال این مورد کمتر پدید می‌آید. یک بررسی انجام گرفته در کره جنوبی میان سال‌های ۲۰۰۳ و ۲۰۰۵، آشکار می‌کند که نشانه‌هایی از وجود گوشت نهنگ قاتل در فراورده‌های فروخته شده به عنوان گوشت نهنگ در این کشور، وجود داشته است. احتمال می‌رود جمعیت نهنگ‌های قاتل ساکن خلیج پرینس ویلیام در آلاسکا به دلیل شلیک ماهیگیرانی که می‌خواسته‌اند از آن‌ها به خاطر دزدیدن ماهیانشان انتقام بگیرند، کاهش چشمگیری پیدا کرده باشد. با آنکه این رفتار تا سال ۲۰۰۹ تقریباً به گونهٔ کامل کنار گذاشته شد، انجام آن در بخش‌هایی از آلاسکا و تنگه جبل‌الطارق ادامه دارد.

### مسمومیت

ماده شیمیایی DDT اغلب باعث مسمومیت پستانداران دریایی، و از جمله نهنگ قاتل، می‌شود.

مانند بیشتر پستانداران دریایی، نهنگ‌های قاتل قربانی آلودگی‌های تولید شده توسط انسان‌ها می‌شوند. برای نمونه، در آب‌های ایالت واشینگتن میزان بالایی از پی‌بی‌سی و ددت در بافت‌های چربی یک نهنگ قاتل نر بالغ پیدا شد. در سال ۲۰۰۰ میزان غیرعادی‌ای از این مواد در سه گروه (دو تا مقیم و یکی نامقیم) از نهنگ‌های قاتل ساکن کرانه‌های بریتیش کلمبیا گزارش شد که گروه نامقیم بیش از همه آسیب دیده بود. این بررسی نشان داد که نهنگ‌های قاتل ساکن آب‌های جنوبی بریتیش کلمبیا در میان مسموم شده‌ترین جمعیت‌های دلفین‌سانان در جهان هستند.
در دیگر نقاط جهان نیز آزمایش‌ها نتایج یکسانی را نشان داده‌اند. نهنگ‌های قاتل ساکن نروژ در میان مسموم شده‌ترین جانوران قطب شمال هستند. میانگین میزان مسمومیت توسط پی‌سی‌بی‌ها و آفت‌کش‌ها در این جانوران (۲۵ میلی‌گرم به ازای هر گرم چربی)، که بسیار بالا است، از میزان آن در میان خرس‌های قطبی نیز بیشتر است. تراکم این مواد شیمیایی در بدن نهنگ‌های قاتل ساکن نروژ بیست برابر بیشتر از همان در میان نهنگ‌های سفید آن منطقه است.
نشت نفت نیز می‌تواند باعث مرگ این جانوران دریازی شود. فاجعه نشت نفت بر اثر فعالیت‌های شرکت اکسون والدز در سال ۱۹۸۹ در خلیج آلاسکا، باعث کشته شدن چهارده نهنگ عضو یک گروه که در آن حوالی شنا می‌کردند، شد و خسارت بسیاری به محیط زیست وارد آورد. با اینکه تأثیر مستقیم نفت در مسموم کردن این جانوران مشخص نیست، نشت نفت می‌تواند باعث برهم خوردن زنجیره غذایی شود که نامستقیم باعث مرگ این نهنگ‌ها می‌شود.

### آلودگی صوتی
از آنجا که نهنگ‌های قاتل از امواج صوتی برای جایابی و ارتباط بهره می‌گیرند، آلودگی صوتی تولید شده توسط امواج سونار کشتی‌ها و زیردریایی‌ها و صداهای آزاردهندهٔ تولید شده توسط ابزارهای گوناگون و نیز فعالیت‌های کشتی‌سازی می‌توانند بر شنوایی این جانوران تأثیر بگذارند. نمونه‌ای از این پدیده در کرانه‌های شمال شرقی ایالات متحده دیده شد که در آن گروهی از نهنگ‌ها قربانی آلودگی صوتی در محیط زندگیشان شدند.

### بیماری‌ها
بررسی‌ها وجود بیماری‌های گوناگون از جمله غده‌های نئوپلاسمی و سرطان و مشکلات عروقی در نهنگ‌های قاتل را گزارش کرده‌اند. در یک مورد لنفوم هوچکین نیز دیده شده است که در آن بافت‌های آسیب دیده همانند بافت‌های آسیب دیده توسط ویروس پاپیلومای انسانی بوده‌اند. بیمار شدن توسط بروسلا، پاکس ویروس‌ها، موربیلی ویروس‌ها و هرپس ویروس‌ها نیز گزارش شده است. بروسلا و پاکس ویروس می‌توانند باعث مرگ نوزادان یا سقط خودبه‌خودی شوند. پاکس ویروس همچنین می‌تواند زخم پوستی به وجود آورد.

## رابطه با انسان

### در فرهنگ

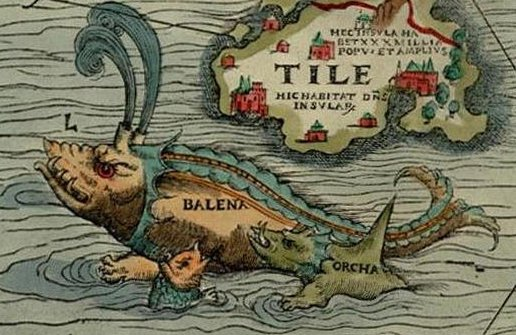
نگاره‌ای از یک نهنگ قاتل در حال شکار یک نهنگ، به تصویر کشیده شده در کتاب کارتا مارینا در سال ۱۵۳۹ میلادی.

نهنگ قاتل در باورهای مردم بومی نواحی شمال شرقی اقیانوس آرام نقش مهمی دارد. در افسانه‌های گروهی از آن‌ها، نهنگ‌های قاتل قوی‌ترین جانداران دریا هستند و در خانه‌ها و شهرهایی زیر اقیانوس زندگی می‌کنند. بر پایه این داستان‌ها انسان‌هایی که در دریا غرق می‌شوند برای زندگی به پیش آن‌ها می‌روند. گروهی دیگر از این مردمان بر این باورند که نهنگ‌های قاتل فرمانروایان جهان زیر آب هستند و شیرهای دریایی برده‌هایشان و دلفین‌ها نگهبانان آن‌ها می‌باشند.
بومیان جزیره نیوفاندلند در شرق کانادا نیز در طول تاریخ احترام ویژه‌ای به این آبزیان می‌گذاشته‌اند و این از سنگ‌تراشی‌های یافت شده در یک گورستان متعلق به ۴٬۰۰۰ سال پیش در آن ناحیه آشکار شده است.
در میان مردم سیبری داستان‌هایی وجود دارند که می‌گویند نهنگ‌های قاتل در زمستان‌ها به شکل گرگ شده و گرگ‌ها در تابستان به شکل نهنگ‌های قاتل می‌شوند.
اما در میان غربیان از دیدگاه تاریخی، نهنگ قاتل بیشتر به‌عنوان جانوری درنده‌خو و ترسناک شناخته می‌شده است. نخستین اشاره به این جاندار در نوشته‌های پلینیوس در سال ۷۰ پس از میلاد در کتاب دانشنامه تاریخ طبیعی وی آمده که در آن، او این جانور را «دشمن دیگر نهنگ‌ها» می‌داند که «همچون کشتی جنگی حمله‌ور می‌شود.»

### در اسارت

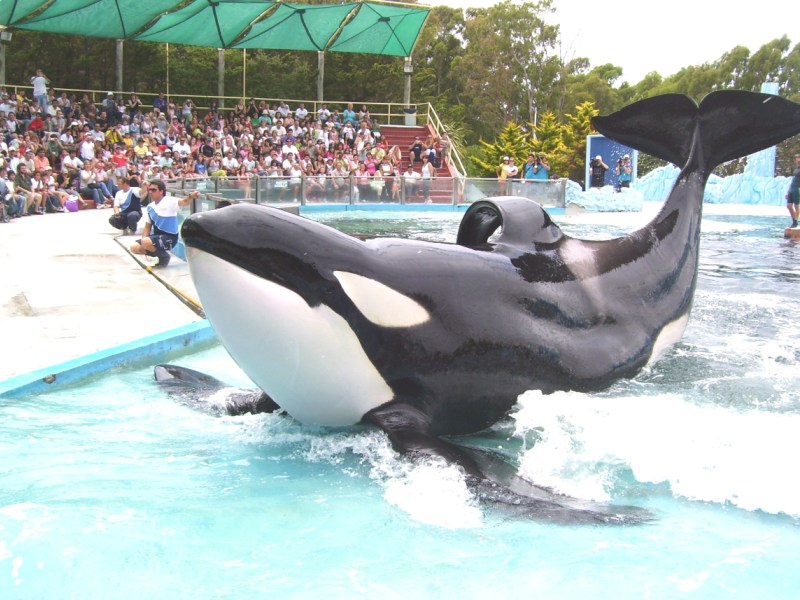
نهنگ قاتلی در اسارت در آرژانتین. بالهٔ پشتی افتادهٔ آن، مشخصهٔ نهنگ‌های در اسارت است.

از دهه ۱۹۶۰ میلادی به این سو، نهنگ‌های قاتل همواره یکی از جاذبه‌های جدانشدنی پارک‌های نمایشی پستانداران دریایی در سراسر جهان بوده‌اند و این به‌دلیل جثه، شکل منحصربه‌فرد و آسانی آموزششان بوده است. میان سال‌های ۱۹۷۶ تا ۱۹۹۷، تعداد ۵۵ نهنگ قاتل در ایسلند و ۱۹ نهنگ در ژاپن و ۳ نهنگ در آرژانتین از حیات وحش گرفته شدند. این آمار تعداد نهنگ‌های کشته شده در جریان به دام انداختن را شامل نمی‌شود. به دام انداختن نهنگ‌های زنده در دهه ۱۹۹۰ کاهش چشمگیری یافت و تا سال ۱۹۹۹، ۴۰٪ از چهل و هشت نهنگ قاتل در معرض نمایش در اسارت به دنیا آمده بودند. در سال ۲۰۱۰ میلادی، تعداد چهل و دو نهنگ قاتل در آمریکا و اروپا و ژاپن در معرض نمایش بودند.
انجمن‌هایی همچون سازمان جهانی پشتیبانی از جانوران تاکنون پویش‌هایی را بر ضد نگهداری نهنگ‌های قاتل در اسارت ترتیب داده‌اند. در اسارت نهنگ‌ها معمولاً دچار بیماری می‌شوند؛ همانند افتادگی باله پشتی که در ۹۰–۶۰٪ نرها دیده می‌شود. این افتادگی به سه دلیل پدید می‌آید:
- دگرگونی در چگونگی حفظ تعادل در آب به‌دلیل اضطراب ناشی از نگه داشته شدن در محیطی بسته.
- کم شدن فشار خون به خاطر کم شدن میزان فعالیت.
- افزایش دمای بیش از حد کلاژن به خاطر قرار گرفتن در معرض هوای آزاد.[۱۰۹]

امید به زندگی در نهنگ‌های در اسارت بسیار کاهش پیدا می‌کند، به‌گونه‌ای که میانگین عمر این نهنگ‌ها، تنها دو دهه است. در حالی که در طبیعت ماده‌هایی که بتوانند دوران کودکی را سپری کنند میانگین عمری ۵۰ ساله دارند که گاه تا بیش از ۸۰ سال نیز می‌رسد. میانگین طول عمر نرها نیز ۳۰ سال است.

### شکار نهنگ

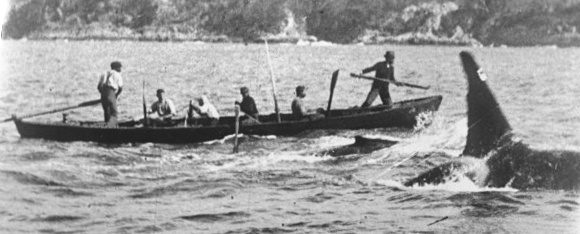
نهنگ قاتلی، که در استرالیا با نام تام پیر (تام سالخورده) شناخته می‌شد، در حال کمک به شکارچیان. او با نزدیک کردن یک بچه نهنگ به قایق شکارچیان و به دام انداختنش میان خود و قایق، آن‌ها را در شکار یاری می‌رساند.

نخستین گزارش‌های مربوط به شکار نهنگ‌های قاتل با اهداف اقتصادی به قرن ۱۸ میلادی در ژاپن برمی‌گردد. در طی قرن ۱۹ و آغاز قرن بیستم، شکارچیان نهنگ در سراسر جهان تعداد بسیار زیادی از نهنگ‌های اقیانوس‌ها از جمله نهنگ‌های عنبر را شکار کردند. در این میان اما به دلیل کم بودن روغن دریافتی از آن‌ها و جمعیت به نسبت کمتر و سختی به دام انداختنشان، نهنگ‌های قاتل کمتری شکار شدند.
هنگامی که در میانهٔ قرن بیستم جمعیت نهنگ‌ها رو به کاهش نهاد، شکار نهنگ قاتل صرفه اقتصادی پیدا کرد. میان سال‌های ۱۹۵۴ و ۱۹۹۷، تعداد ۱۱۸۷ عدد نهنگ قاتل در ژاپن و ۹۸۷ تا در نروژ شکار شدند. بیش از ۳۰۰۰ نهنگ قاتل توسط ماهیگیران شوروی سابق شکار شدند. تنها در میان سال‌های ۱۹۷۹ تا ۱۹۸۰ میلادی، ۹۱۶ عدد نهنگ قاتل در جنوبگان شکار شدند که این امر انجمن بین‌المللی شکار نهنگ را وادار کرد تا ممنوعیت شکار این جانوران را تا بررسی‌های بعدی اعلام کند. در پی این ممنوعیت، شوروی و نروژ در دهه ۱۹۸۰ و ژاپن در آغاز دهه ۱۹۹۰ شکار نهنگ‌های قاتل را متوقف کردند. در حالی که در نروژ گوشت نهنگ‌های قاتل کمتر برای تغذیه و بیشتر برای خوراک دام به کار برده می‌شد، روغن به دست آمده از نهنگ‌های قاتل و گوشت تازه آن‌ها در ژاپن مصرف خوراکی داشت. گوشت به‌درد نخور یا مانده را نیز تبدیل به کود برای گیاهان می‌کردند.
نهنگ‌های قاتل در طول تاریخ انسان را در شکار نهنگ‌ها کمک کرده‌اند. نمونه‌ای از چنین همکاری میان شکارچیان نهنگ و نهنگ‌های قاتل، در استرالیا دیده شد که در آن نهنگ‌های قاتل با کشاندن نهنگ‌ها به منطقه‌ای خلیجی و کمک به شکارچیان در به دام انداختن آن‌ها، زبان و لب‌های نهنگ‌های شکار شده را به عنوان دستمزد دریافت می‌کردند؛ رابطه‌ای که به نام «قانون زبان» شناخته می‌شد. با اینکه این همکاری در شکار میان انسان‌ها و بعضی دسته‌های نهنگ‌های قاتل وجود داشته و دارد، نهنگ‌های قاتل اغلب به چشم مزاحمان شکارچیان نگریسته می‌شوند چرا که اقدام به دزدیدن ماهی از تورهای ماهیگیران می‌کنند.

## فهرست گزیدهٔ منابع
- Baird, Robin W (2002), Killer Whales of the World (به انگلیسی), Stillwater, MN.: Voyageur Press
- Carwardine, Mark (2001), Killer Whales (به انگلیسی), لندن: BBC Worldwide Ltd
- Ford, John K. B. (2009), Encyclopedia of Marine Mammals (به انگلیسی), Academic Press, p. ۶۷۵–۶۶۹ {{citation}}: External link in |کتاب= (help)
- Ford, John K. B. ; Ellis, Graeme M. ; Balcomb, Kenneth C (2000), Killer Whales, Second Edition (به انگلیسی), ونکوور: UBC Press{{citation}}:  نگهداری یادکرد:نام‌های متعدد:فهرست نویسندگان (link)
- Ford, John K. B. ; Ellis, Graeme M (۲۰۰۶)، «Selective foraging by fish-eating killer whales Orcinus orca in British Columbia»، Marine Ecology Progress Series (۳۱۶)، ص. ۱۸۵
- Francis, Daniel; Hewlett, Gil (2007), Operation Orca: Springer, Luna and the Struggle to Save West Coast Killer Whales (به انگلیسی), Madeira Park, B.C.: Harbour Publishing{{citation}}:  نگهداری یادکرد:نام‌های متعدد:فهرست نویسندگان (link)
- Heimlich, Sara; Boran, James (2001), Killer Whales (به انگلیسی), Stillwater, MN: Voyageur Press{{citation}}:  نگهداری یادکرد:نام‌های متعدد:فهرست نویسندگان (link)
- Obee, Bruce; Ellis, Graeme (1992), Guardians of the Whales: The Quest to Study Whales in the Wild (به انگلیسی) (Elaine Jones ed.), North Vancouver, British Columbia: Whitecap Books{{citation}}:  نگهداری یادکرد:نام‌های متعدد:فهرست نویسندگان (link)
- National Marine Fisheries Service (NMFS) Northwest Regional Office (2005). "Conservation Plan for Southern Resident Killer Whales (Orcinus orca)" (PDF) (به انگلیسی). NMFS. Archived from the original (PDF) on 26 June 2008. Retrieved 14 August 2011.

- نسخهٔ ویکی‌پدیای انگلیسی نهنگ قاتل به تاریخ ۱۰ اکتبر ۲۰۱۱